# Формула-1 — Гран-прі Бразилії 2013
Гран-прі Бразилії 2013 (офіційно XXXXII Grande Prêmio Petrobras do Brasil 2013) — автогонка чемпіонату світу «Формули-1», яка пройшла 24 листопада 2013 року на автодромі Жозе Карлуса Пачі, Сан-Паулу, Бразилія. Перегони, які стають фінальним Гран-прі у кар'єрі австралійського пілота Марка Веббера виявляються дев'ятнадцятим та останнім етапом Формули-1 сезону 2013 і 42 за ліком Гран-прі Бразилії. Останніми стають перегони і для восьмициліндрових атмосферних двигунів об'ємом 2,4 літри — у 2014 році їм на зміну прийдуть шестициліндрові турбодвигуни об'ємом 1,6 л з системою рекуперації енергії.
Перегони протиборство у яких продовжувалося 71 коло виграє пілотуючий за Red Bull Себастьян Феттель, що стає його 9 перемогою поспіль. Його напарник Веббер у своїх останніх перегонах фінішує на другому місці. Третім за Скудерію Феррарі стає Фернандо Алонсо.
Команда Макларен вперше після  1980 року не  змогла здобути жодного подіуму в сезоні.

## Звіт

### Навколо перегонів

#### Шини
Як і в попередньому Гран-прі Бразилії постачальник шин Pirelli пропонує марковані оранжевою лінією шини типу "хард" як основний, жорсткіший тип і марковані білим шини типу "медіум" як опціональний, м'який тип.
Також на вільних практиках у п'ятницю команди тестували нові шини, що розроблялися для 2014 року.

### Кваліфікація
Всі кваліфікаційні заїзди проходять в умовах мокрої траси. Проміжні шини використовуються більшістю під час першого та другого кваліфікаційних етапів. Початок третього етапу було відкладено на 45 хвилин через дощ, а всі пілоти стартували на дощовій гумі, яку, однак, до кінця сесії змінили на проміжну.

## Класифікація

### Кваліфікація
| Поз                 | №  | Пілот              | Конструктор         | Частина 1 | Частина 2 | Частина 3 | Старт |
| ------------------- | -- | ------------------ | ------------------- | --------- | --------- | --------- | ----- |
| 1                   | 1  | Себастьян Феттель  | Ред Булл-Рено       | 1:25.381  | 1:26.420  | 1:26.479  | 1     |
| 2                   | 9  | Ніко Росберг       | Мерседес            | 1:25.556  | 1:26.626  | 1:27.102  | 2     |
| 3                   | 3  | Фернандо Алонсо    | Феррарі             | 1:26.656  | 1:26.590  | 1:27.539  | 3     |
| 4                   | 2  | Марк Веббер        | Ред Булл-Рено       | 1:26.689  | 1:26.963  | 1:27.572  | 4     |
| 5                   | 10 | Льюїс Гамільтон    | Мерседес            | 1:25.342  | 1:26.698  | 1:27.677  | 5     |
| 6                   | 8  | Ромен Грожан       | Лотус-Рено          | 1:26.453  | 1:26.161  | 1:27.737  | 6     |
| 7                   | 19 | Даніель Ріккардо   | Торо Россо-Феррарі  | 1:27.209  | 1:27.078  | 1.28.052  | 7     |
| 8                   | 18 | Жан-Ерік Вернь     | Торо Россо-Феррарі  | 1:27.124  | 1:27.363  | 1:28.081  | 8     |
| 9                   | 4  | Феліпе Масса       | Феррарі             | 1:26.817  | 1:27.049  | 1:28.109  | 9     |
| 10                  | 11 | Ніко Хюлькенберг   | Заубер-Феррарі      | 1:26.071  | 1:27.441  | 1:29.582  | 10    |
| 11                  | 7  | Хейккі Ковалайнен  | Лотус-Рено          | 1:26.266  | 1:27.456  |           | 11    |
| 12                  | 14 | Пол ді Реста       | Форс Індія-Мерседес | 1:26.275  | 1:27.798  |           | 12    |
| 13                  | 17 | Вальттері Боттас   | Вільямс-Рено        | 1:26.790  | 1:27.954  |           | 13    |
| 14                  | 6  | Серхіо Перес       | Макларен-Мерседес   | 1:26.741  | 1:28.269  |           | 191   |
| 15                  | 5  | Дженсон Баттон     | Макларен-Мерседес   | 1:26.398  | 1:28.308  |           | 14    |
| 16                  | 15 | Адріан Сутіл       | Форс Індія-Мерседес | 1:26.874  | 1:28.586  |           | 15    |
| 17                  | 16 | Пастор Мальдонадо  | Вільямс-Рено        | 1:27.367  |           |           | 16    |
| 18                  | 12 | Естебан Гутьєррес  | Заубер-Феррарі      | 1:27.455  |           |           | 17    |
| 19                  | 20 | Шарль Пік          | Кайтерем-Рено       | 1:27.843  |           |           | 18    |
| 20                  | 21 | Гідо ван дер Гарде | Кайтерем-Рено       | 1:28.320  |           |           | 20    |
| 21                  | 22 | Жуль Б'янкі        | Маруся-Косворз      | 1:28.366  |           |           | 21    |
| 22                  | 23 | Макс Чилтон        | Маруся-Косворз      | 1:28.950  |           |           | 22    |
| Час 107% : 1:31.315 |    |                    |                     |           |           |           |       |
| Джерело:            |    |                    |                     |           |           |           |       |

Примітка
↑  – Серхіо Перес кваліфікувався чотирнадцятим але отримав пенальті у 5 місць за заміну коробки передач.

### Перегони
| Поз      | №  | Пілот              | Конструктор         | Кола | Час/Схід    | Старт | Очки |
| -------- | -- | ------------------ | ------------------- | ---- | ----------- | ----- | ---- |
| 1        | 1  | Себастьян Феттель  | Ред Булл-Рено       | 71   | 1:32:36.300 | 1     | 25   |
| 2        | 2  | Марк Веббер        | Ред Булл-Рено       | 71   | +10.452     | 4     | 18   |
| 3        | 3  | Фернандо Алонсо    | Феррарі             | 71   | +18.913     | 3     | 15   |
| 4        | 5  | Дженсон Баттон     | Макларен-Мерседес   | 71   | +37.360     | 14    | 12   |
| 5        | 9  | Ніко Росберг       | Мерседес            | 71   | +39.048     | 2     | 10   |
| 6        | 6  | Серхіо Перес       | Макларен-Мерседес   | 71   | +44.051     | 19    | 8    |
| 7        | 4  | Феліпе Масса       | Феррарі             | 71   | +49.110     | 9     | 6    |
| 8        | 11 | Ніко Хюлькенберг   | Заубер-Феррарі      | 71   | +1:04.252   | 10    | 4    |
| 9        | 10 | Льюїс Гамільтон    | Мерседес            | 71   | +1:12.903   | 5     | 2    |
| 10       | 19 | Даніель Ріккардо   | Торо Россо-Феррарі  | 70   | +1 коло     | 7     | 1    |
| 11       | 14 | Пол ді Реста       | Форс Індія-Мерседес | 70   | +1 коло     | 12    |      |
| 12       | 12 | Естебан Гутьєррес  | Заубер-Феррарі      | 70   | +1 коло     | 17    |      |
| 13       | 15 | Адріан Сутіл       | Форс Індія-Мерседес | 70   | +1 коло     | 15    |      |
| 14       | 7  | Хейккі Ковалайнен  | Лотус-Рено          | 70   | +1 коло     | 11    |      |
| 15       | 18 | Жан-Ерік Вернь     | Торо Россо-Феррарі  | 70   | +1 коло     | 8     |      |
| 16       | 16 | Пастор Мальдонадо  | Вільямс-Рено        | 70   | +1 коло     | 16    |      |
| 17       | 22 | Жуль Б'янкі        | Маруся-Косворз      | 69   | +2 кола     | 21    |      |
| 18       | 21 | Гідо ван дер Гарде | Кайтерем-Рено       | 69   | +2 кола     | 20    |      |
| 19       | 23 | Макс Чилтон        | Маруся-Косворз      | 69   | +2 кола     | 22    |      |
| Ret      | 20 | Шарль Пік          | Кайтерем-Рено       | 58   | Підвіска    | 18    |      |
| Ret      | 17 | Вальттері Боттас   | Вільямс-Рено        | 45   | Зіткнення   | 13    |      |
| Ret      | 8  | Ромен Грожан       | Лотус-Рено          | 2    | Двигун      | 6     |      |
| Джерело: |    |                    |                     |      |             |       |      |

## Положення в чемпіонаті після Гран-прі
|   | Поз | Пілот             | Очки |
| - | --- | ----------------- | ---- |
|   | 1   | Себастьян Феттель | 397  |
|   | 2   | Фернандо Алонсо   | 242  |
| 2 | 3   | Марк Веббер       | 199  |
| 1 | 4   | Льюїс Гамільтон   | 189  |
| 1 | 5   | Кімі Ряйкконен    | 183  |

|  | Поз | Конструктор       | Очки |
|  | --- | ----------------- | ---- |
|  | 1   | Ред Булл-Рено     | 596  |
|  | 2   | Мерседес          | 360  |
|  | 3   | Феррарі           | 354  |
|  | 4   | Лотус-Рено        | 315  |
|  | 5   | Макларен-Мерседес | 122  |

- Примітка: Тільки 5 позицій включені в обидві таблиці.